# Copelatus senegalensis
Copelatus senegalensis är en skalbaggsart som beskrevs av Lagar och Carles Hernando 1991. Copelatus senegalensis ingår i släktet Copelatus och familjen dykare. Inga underarter finns listade i Catalogue of Life.